# دان (خواننده رپ)
کیم هیو-جونگ (کره‌ای: 김효종؛ زادهٔ ۱ ژوئن ۱۹۹۴) که بیشتر با نام هنری خود دان (انگلیسی: Dawn) و سابقاً ئی'دان (E'Dawn)، شناخته می‌شود، رپر و ترانه‌سرای کره جنوبی زیر نظر پی نیشن است. دان بیشتر به عنوان رپر و ترانه‌سرای سابق گروه پسرانهٔ کره‌ای پنتاگون شناخته می‌شود، و قبل از خروج از کیوب انترتینمنت در سال ۲۰۱۸، نه آلبوم چندآهنگه به دو زبان کره‌ای و ژاپنی منتشر کرد. او همچنین عضو گروه تریپل اچ در کنار هوی و همکارش در پی نیشن، هیونا بوده‌است و دو آلبوم چند آهنگه منتشر کردند.
دان در ۵ نوامبر ۲۰۱۹، دبیوی سولوی خود را با انتشار تک‌آهنگ «پول» آغاز کرد.